# Creugas falculus
Creugas falculus là một loài nhện trong họ Corinnidae.
Loài này thuộc chi Creugas. Creugas falculus được Frederick Octavius Pickard-Cambridge miêu tả năm 1899.